# بلبل خرما
بلبل خُرما یا بلبل گوش‌سفید یا بلبل اسفود (نام علمی: Pycnonotus leucotis) پرنده‌ای از خانوادهٔ بلبلان است که زیستگاه آن عمدتاً به‌طور بومی از شمال غرب هندوستان، پاکستان، جنوب ایران و مرکز ایران تا جنوب عراق کشیده شده‌است.
این پرندهٔ خوش صدا با بلبل هزاردستان تفاوت دارد و از خویشاوندان نزدیک آن هم نیست بلکه تنها در نام عمومی شباهت دارند.

## ویژگی‌ها

#### ریخت‌شناسی
بلبل خرما قدری از بلبل بزرگ‌تر است و طول بدنش حدوداً ۱۸ سانتی‌متر است. نر و ماده آن هم‌شکل است. سر و گلویش سیاه است و دو لکه بزرگ سفید در دو طرف سر روی گونه‌هایش دارد. سطح پشتی قهوه‌ای روشن، سطح شکمی خاکستری چرک، پوشپرهای زیر دمی زرد نارنجی و دم سیاه با نوک سفید دارد. روی سر اثری از کاکل دارد. سر دم این پرنده سفید و سر پرندهٔ جوان قهوه‌ای رنگتر از پرندهٔ بالغ است.
بلبل خرما معمولاً جفت جفت یا به صورت دسته‌های کوچک دیده می‌شود. بلبل نر جثه بزرگتری نسبت به ماده دارد. بلبل دره پهن جثه بزرگی دارد

#### آواز
بلبل‌ها به خوش صدایی معروف‌اند. بلبل خرما هم با آنکه با بلبل معمولی تفاوت ظاهری دارد، صدای خوشی سر می‌دهد. بلبل‌ها بیش‌تر شب‌ها می‌خوانند؛ اما بلبل‌های خرما روزها به خواندن می‌پردازند.

## زیستگاه
محل زیست آن اغلب باغ‌ها و نخلستان‌ها و جاهای پر درخت است گاهی هم در نقاط کم درخت دیده می‌شود. غذای اصلی آن همچنان که از نامش بر می‌آید بیشتر میوه درخت خرما و البته سایر میوه هاست، به گونه‌ایی که مثلاً در بهبهان باغ‌های زردآلو زیستگاه مورد علاقه این گونه بلبل هستند؛ و همچنین در بلوچستان در میان نخلستان‌های مومان هم زیاد دیده می‌شوند. لانه‌اش را اغلب بر روی شاخه درختان موجود می‌سازد.خوراک عمده و مورد علاقه این بلبل توت های رسیده و تمشک نیز هست.
بلبل خرما از جمله آفات درخت خرما محسوب می‌شود زیرا شهد خرماهای رسیده را می‌خورد و در نتیجه آن خرماها یا می‌ریزد یا حشرات در آن تخم می‌گذارند. اسفود را بعضاً به جهت آواز خوانی و انس گرفتن سریع با محیط خانه و انسان، دست آموز و نگهداری می‌کنند. این پرنده چنانچه محیط امنی برایش فراهم شود می‌تواند در خانه لانه‌سازی و تولید مثل نماید.

## پراکندگی

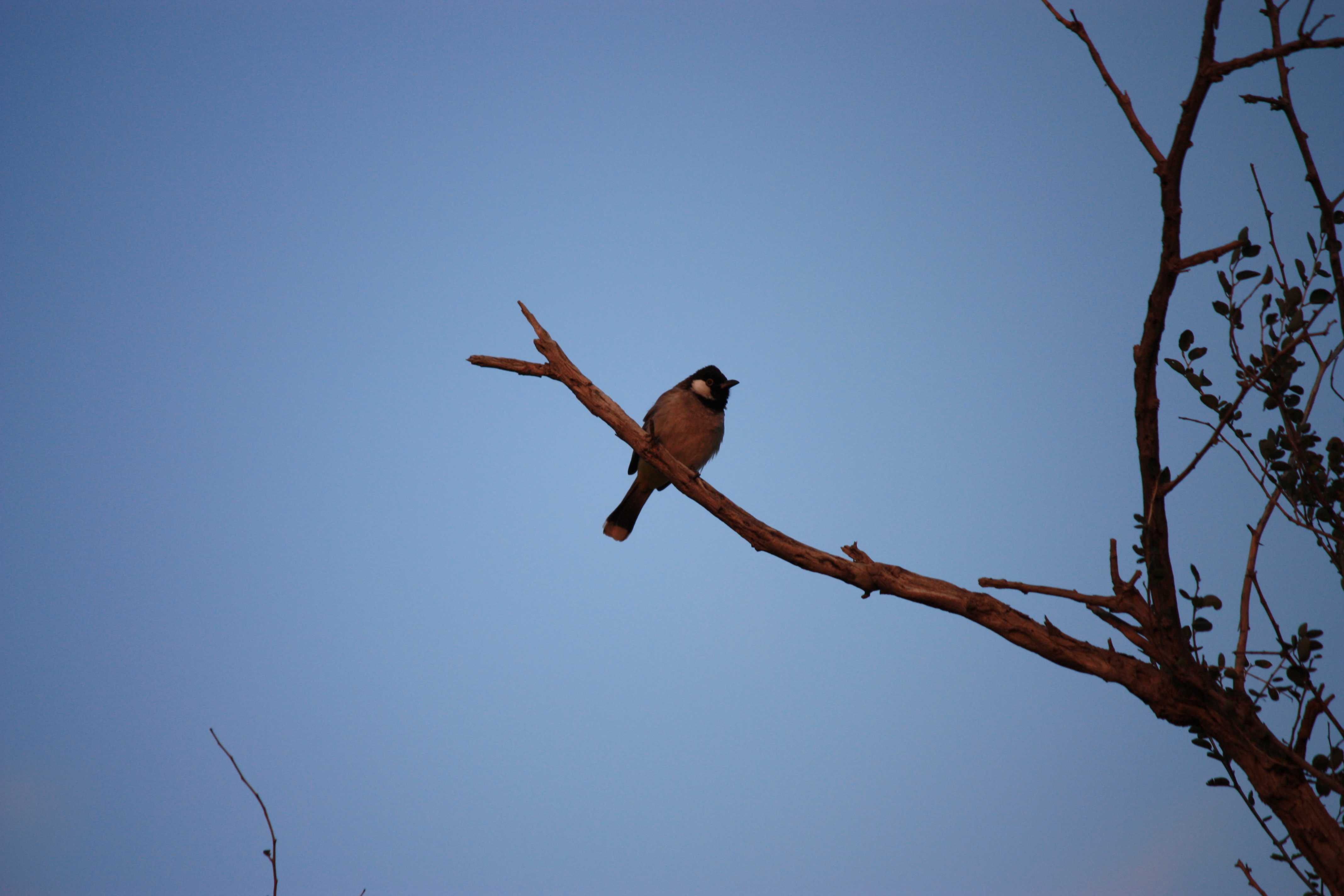
اسفود سفید وحشی در بهبهان

پراکندگی زیستگاهی آن در شمال عراق، جنوب ایران، افغانستان، پاکستان، شمال غرب هندوستان و شبه جزیرهٔ عربستان می‌باشد.

#### در ایران

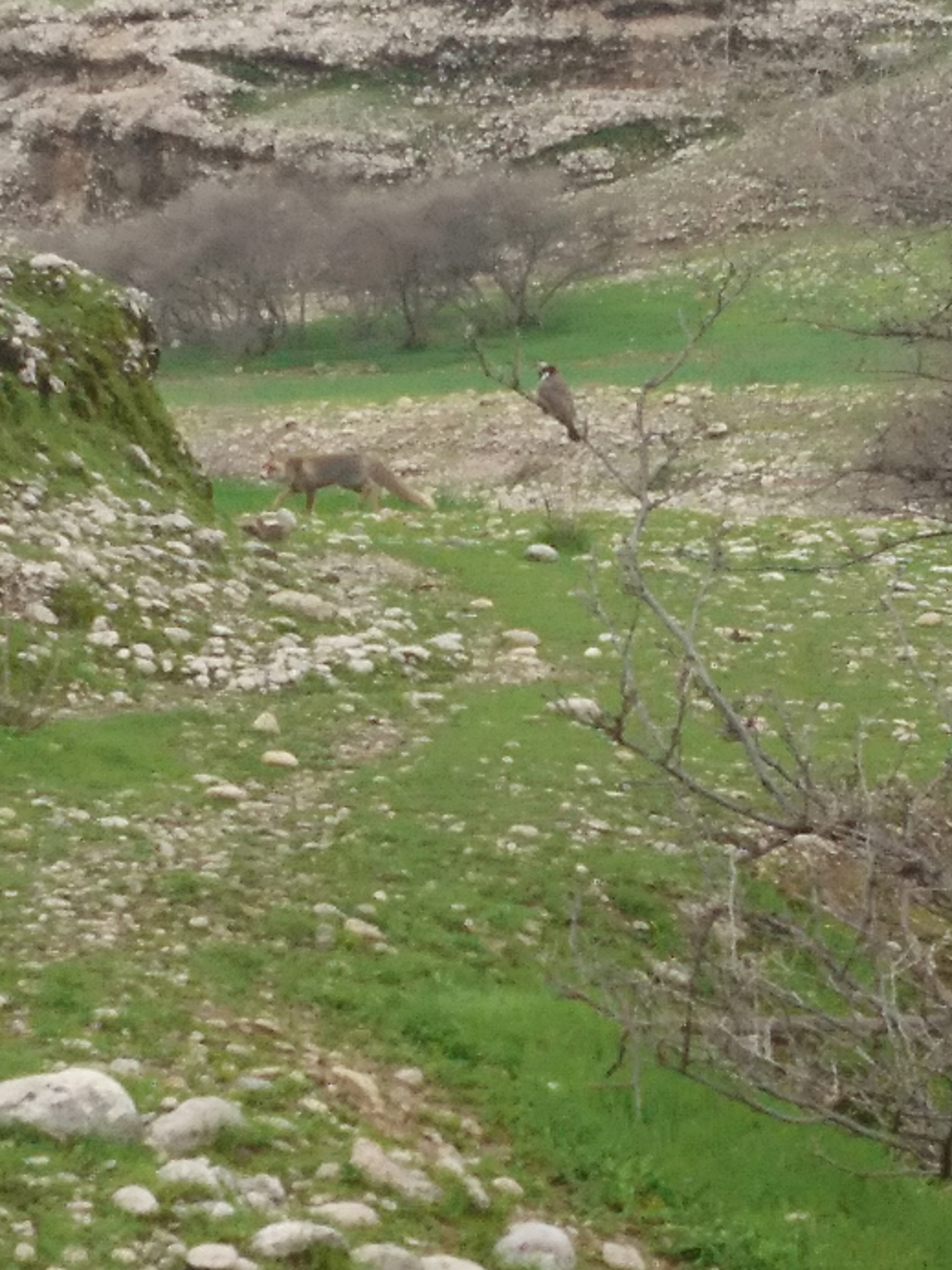
بلبل گوش‌سفید روی درختچه ربنیک و روباهی در کمین

بلبل خرما که در زبان محلی بلبلی یا گوش‌سفید نامیده می‌شود از جمله پرندگان شاخه‌نشین بومی مناطق جنوبی ایران به‌ویژه نقاط گرمسیری جنوب است. پراکندگی آن از بلوچستان تا کرمان، هرمزگان، بوشهر، خوزستان، فارس و تا حدودی به مناطق معتدل‌تر نیز ادامه دارد. طی چند سال اخیر تعداد بلبل خرما در تهران افزایش یافته است این در حالی است که این پرنده، پرنده خاص جنوب است.
در سال‌های اخیر به علت مهاجرت زیاد این پرنده از پاکستان و هندوستان به سمت نخل‌زارهای بوشهر و خوزستان و افزایش جمعیت آن در این نواحی، تعدادی از آن‌ها به تهران و دیگر شهرها رسیده و زادآوری کرده‌اند و ازدیاد یافته‌اند.

## رفتار و بوم‌شناسی

#### تغذیه
بلبل‌خرما همه‌چیزخوار است؛ شهد خرماهای رسیده، میوه‌های شیرین، حشرات، ملخ‌ها و کرم‌ها را می‌خورد.

#### ٰزادآوری
زادآوری اسفود در اواسط ماه‌های اردیبهشت و خرداد صورت می‌گیرد. بلبل ماده پس از پایان کار لانه‌سازی، سه تا پنج عدد تخم می‌گذارد و پرنده نر و ماده به نوبت ۱۴ تا ۱۵ روز روی تخم می‌خوابند. بعد از بیرون آمدن جوجه‌ها از تخم، والدین جوجه‌ها را با کرم و حشرات ریز تغذیه می‌کنند (بین ۲۵۰ تا ۳۰۰ کرم در روز برای دو جوجه). بعد از ۱۵ روز جوجه‌ها آشیانه را ترک می‌کنند. تغذیه جوجه‌ها تا زمان پرواز که یک ماهی به طول می‌انجامد بر عهده والدین است. عمر این پرنده در حیات وحش به ۱۰ سال هم میرسد. 

#### رقص جفت‌خواهی
در سال‌های اخیر تعدادی از آن‌ها به تهران و دیگر شهرها نیز رسیده و زادآوری کرده‌اند. بلبل خرما پرنده‌ای تک همسر است. بلبل نر در نمایش جفت‌خواهی، در حالی که دو بال خود را بالا می‌گیرد، به‌طور مرتب به جلو و عقب خم می‌شود و این رفتار را تا ۱۰ ثانیه ادامه می‌دهد. سپس می‌ایستد و آواز می‌خواند. در همین حال پرهای بدنش را باد می‌کند و بال‌هایش را به آهستگی حرکت می‌دهد. این کار را به مدت ۳۰ ثانیه تکرار می‌کند و سپس نمایش خود را از سر می‌گیرد.

## نامگذاری

### بلبل خرما
همانطور که از عنوان برمی‌آید بعلت علاقه فراوان این پرنده به خرما و زیستگاه آن که درمیان نخلستان هاست، بلبل خرما یا بلبل خرمایی نام گرفته. [1]

### بلبل اسفود
دقیقا پیدا نیست که این پرنده چرا در نواحی جنوب مرکزی با نام اسفود شناخته می‌شود. احتمالات بر این است از آنجائی که این پرنده علاقه زیادی به خوردن محصول رسیده درخت خرما دارد و این کار را با خوردن تار و پودهای درونی خرما که نرم تر و رسیده تر هستند آغاز می‌کند بدان اسفود میگویند که در ریشه شناسی بسامدی از واژه "پود" است. همچنین نظراتی نیز وجود دارد که این نام، برامده از واژه اسپید (سفید) در فارسی باستان بوده که در گذر زمان به "سفید"، "اسفید" و "اسفود" تغییر شکل داده. این احتمال با بلبل گوش اسپید نیز قرابت‌هایی دارد.

### بلبل گوش سفید
این نام برگرفته از رنگ کناره‌های سر این پرنده است که تقریبا در نواحی گوش می‌توان گفت سفید رنگ است. رنگ سفیدی که از بالای سر پرنده در طرفین آغاز شده و تا پایین گردن امتداد می‌یابد. از جلونیز تا مجاورت چشم پیشروی دارد. اما در هیچ یک از طرفین به ناحیه دیگر سر متصل نمی‌شود. همچنین در مناطقی نیز بومیان به آن بلبل گوش اسپید یا اسفود می‌گویند.

## نگارخانه

تصاویری از پرنده اسفود
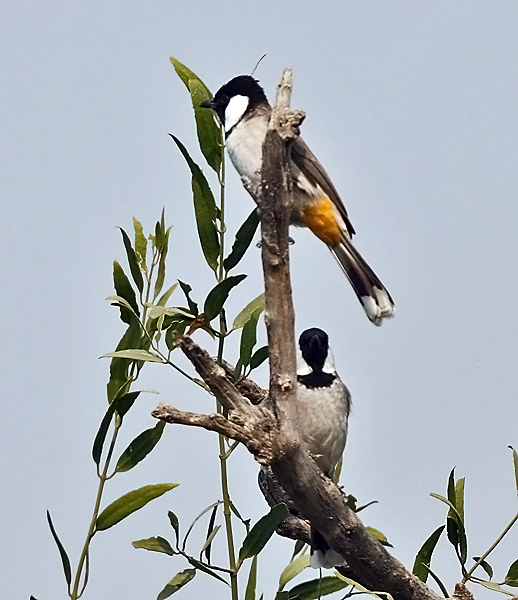
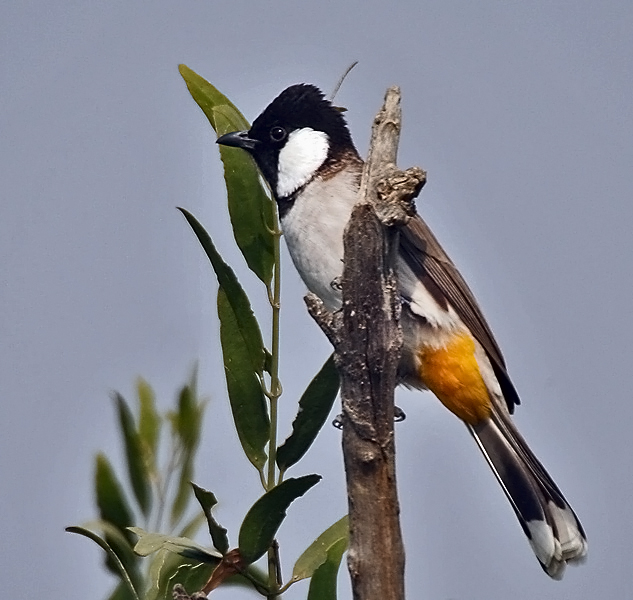
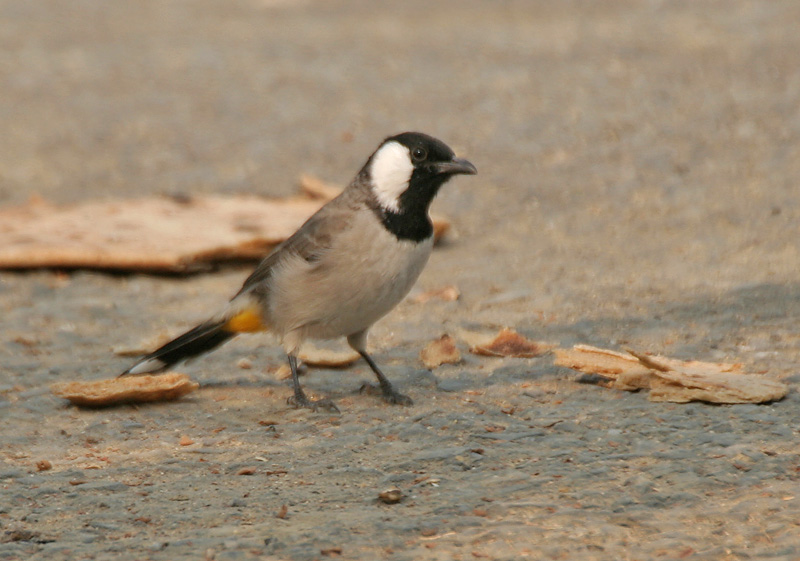
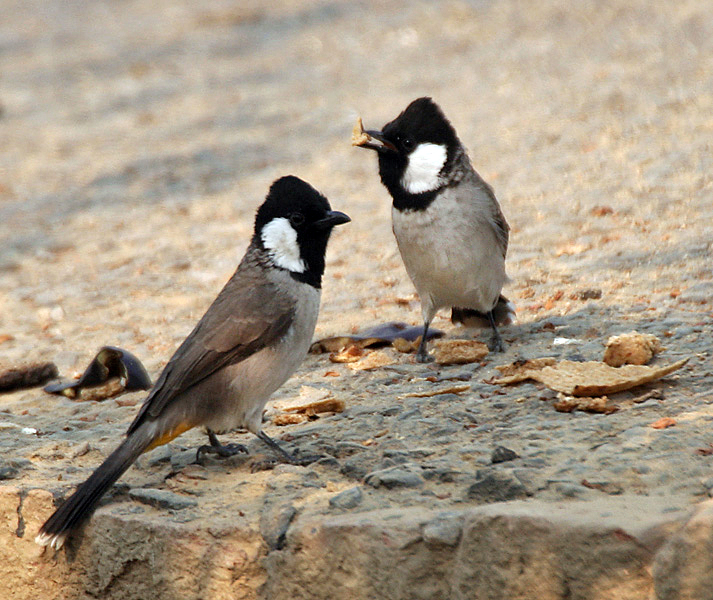
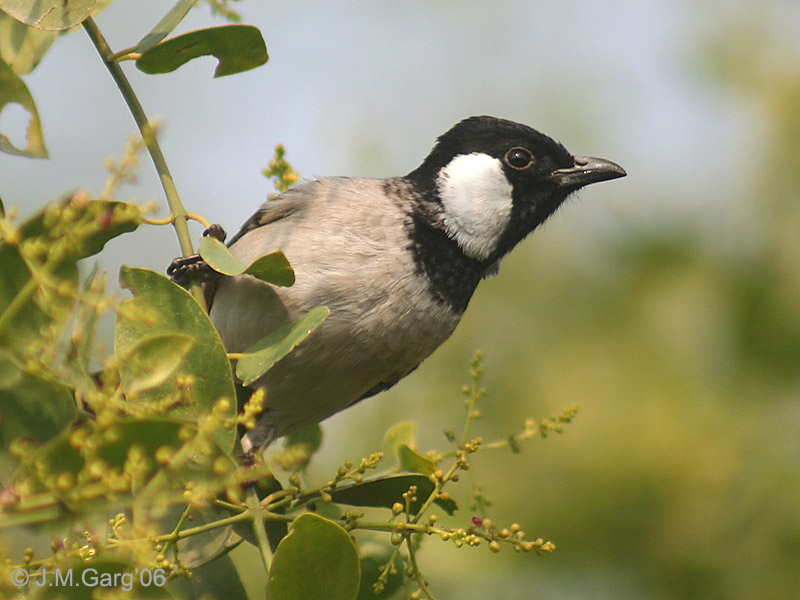
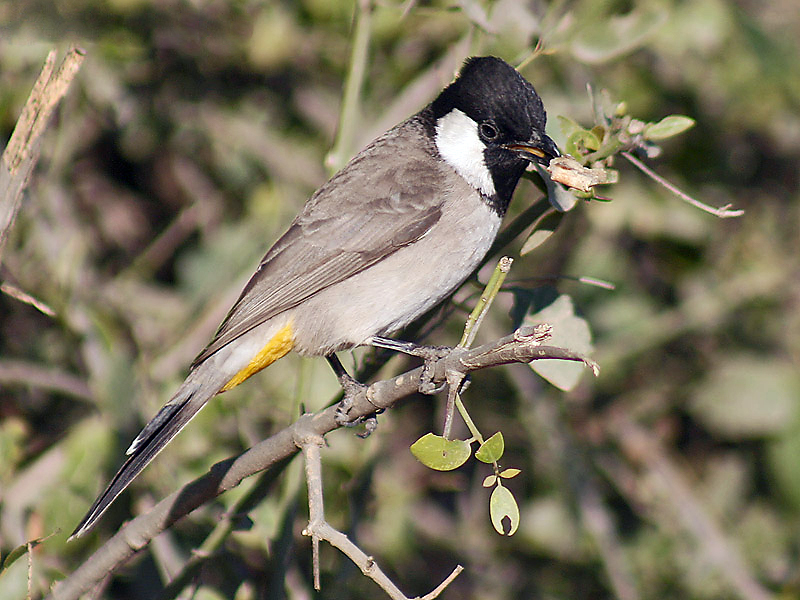
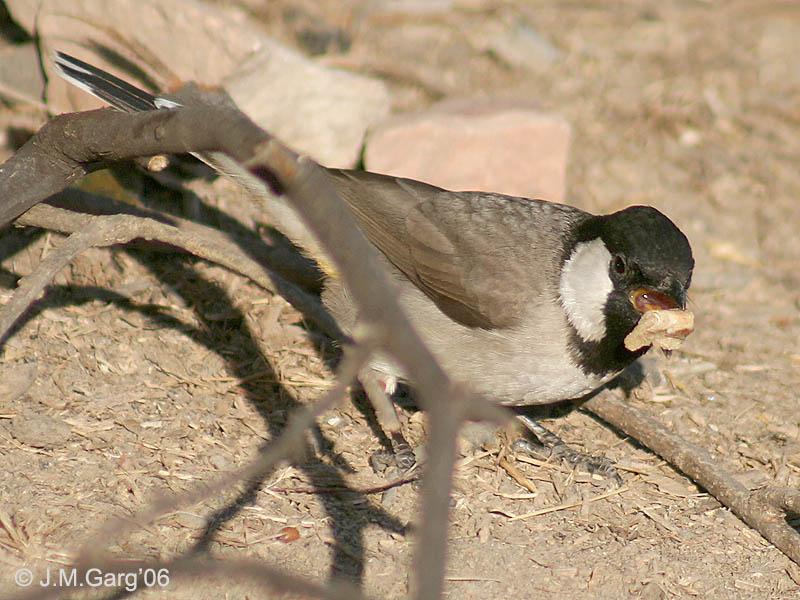
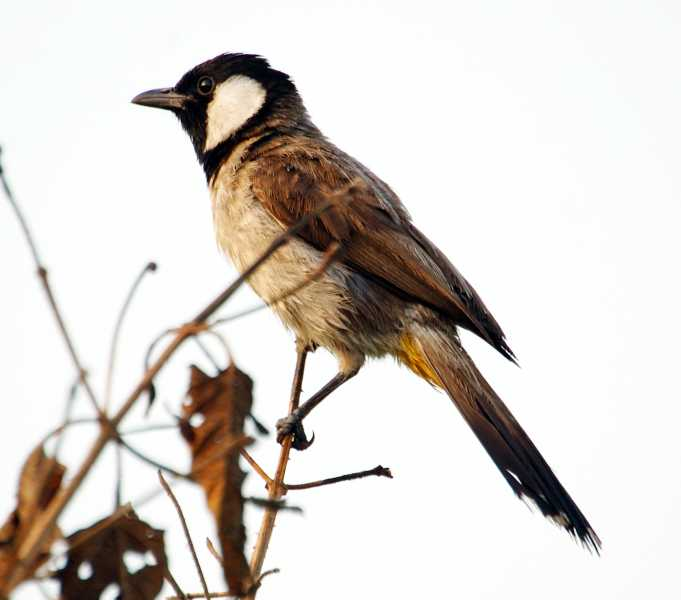
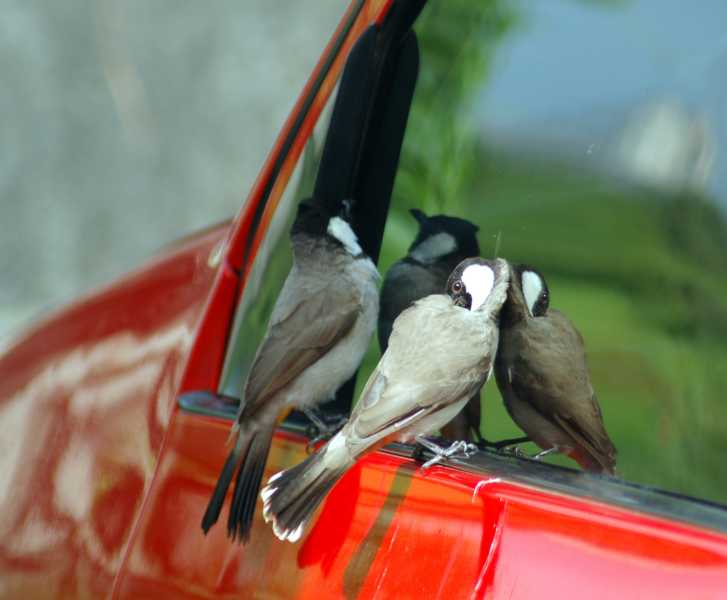
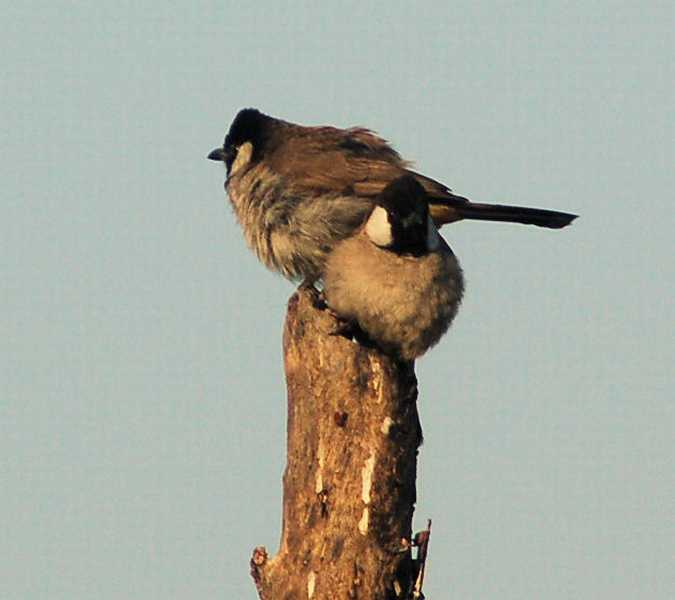
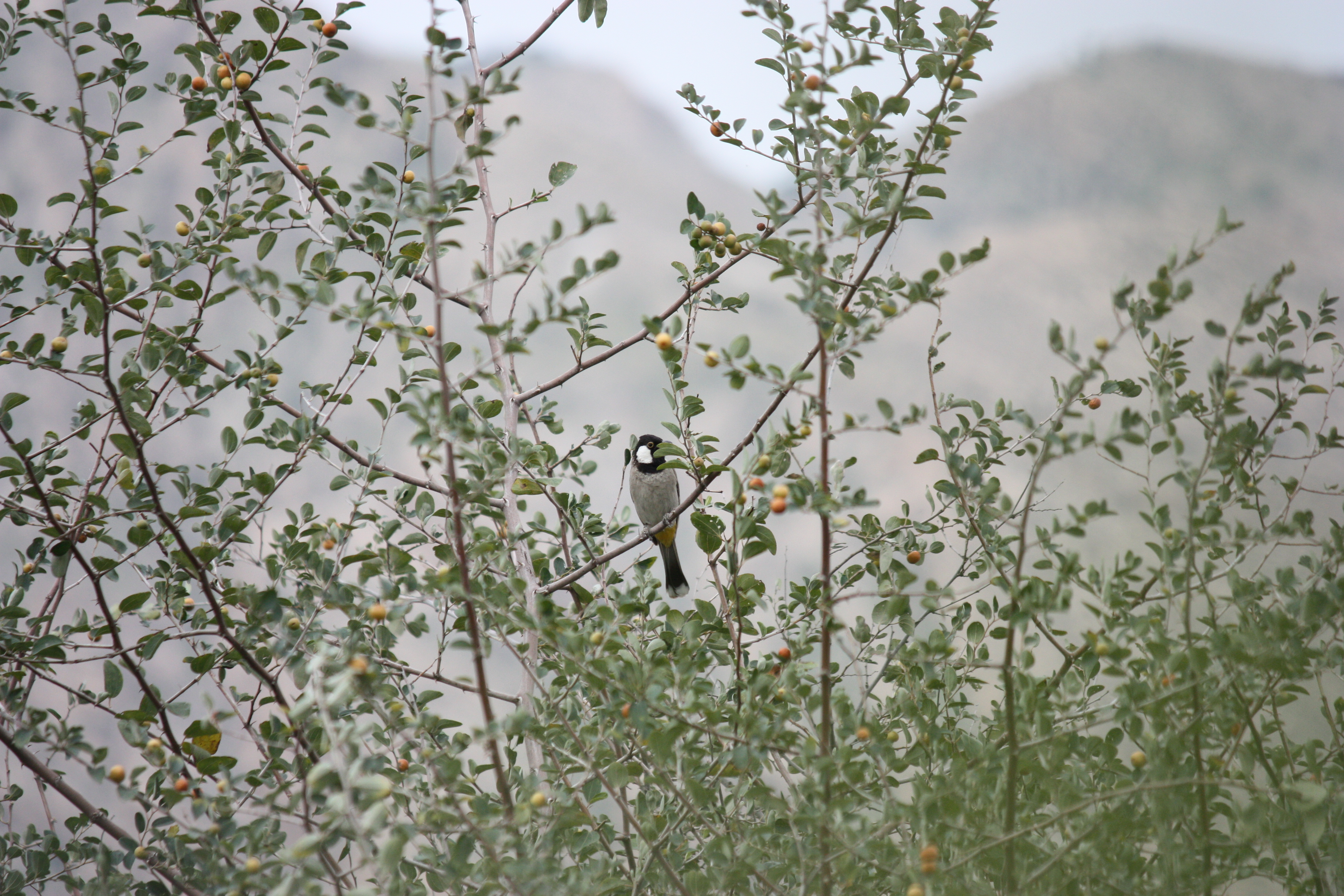
بلبل گوش‌سفید روی درخت کنار، بهبهان

## فهرست منابع و مآخذ
- منصوری، جمشید. راهنمای پرندگان ایران، چاپ اول. تهران: کتاب فرزانه، ۱۳۸۷. ISBN

۹۷۸–۹۶۴–۷۲۳۹–۵۳–۰
- "Common nightingale". Wikipedia, the free encyclopedia (به انگلیسی). ۲۰۰۸–۱۱–۱۱. Retrieved 2015–08–11. {{cite web}}: Check date values in: |تاریخ بازبینی=، |تاریخ= و |سال= / |تاریخ= mismatch (help)